# UP-Klasse 9000

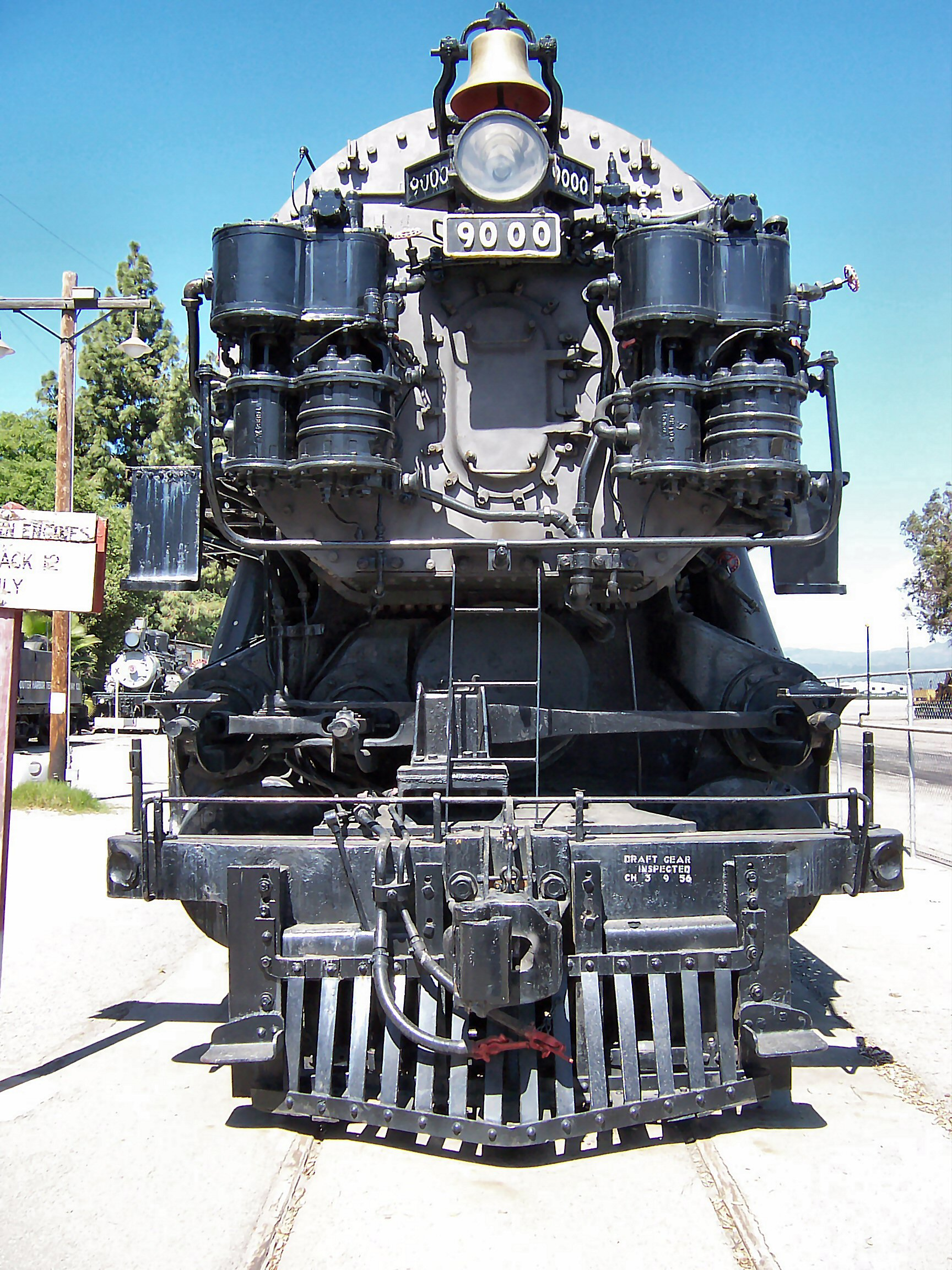
Frontalansicht. Der dritte Zylinder und seine Steuerung befinden sich in der Maschinenmitte unterhalb der Rauchkammer. Man beachte auch die an der Rauchkammerfront befestigten Pumpen.

Die Klasse 9000 der Union Pacific Railroad (UP) war eine dreizylindrige Heißdampflokomotive mit sechs Kuppelachsen und einfacher Dampfdehnung. Als einziger Sechskuppler weltweit verfügte sie über ein vorlaufendes Drehgestell mit zwei Laufachsen und ein nachlaufendes Schleppgestell mit einer Laufachse. Diese Achsfolge wird daher auch als Union-Pacific-Typ bezeichnet. Die Union Pacific Railroad ordnete die zwischen 1926 und 1930 gebauten 88 Lokomotiven in die Klassen UP-1 bis UP-5 ein.

## Geschichte
Mitte der 1920er Jahre nutzte die Union Pacific Railroad 1’E1’- und (1’D)+D-Lokomotiven für den Güterverkehr. Diese Maschinen waren jedoch nur für eine maximale Geschwindigkeit von 32 km/h (20 mph) ausgelegt. Die Bahngesellschaft beauftragte deshalb ALCo mit der Entwicklung einer schneller fahrenden Güterzuglokomotive, um den Verkehr auf den Flachlandstrecken zu beschleunigen. Auf Grund der Beschränkungen durch die Achslast wurde eine Lokomotive mit sechs in einem Rahmen gekuppelten Achsen entwickelt.
Der Prototyp wurde im März 1926 im ALCO-Werk Brooks fertiggestellt und erhielt bei der Union Pacific die Nummer 9000 und die Klassenbezeichnung UP-1. Obwohl die Entwurfsgeschwindigkeit nur bei rund 56 km/h lag, hatte die Lokomotive einen sehr ruhigen Lauf. Dies ermöglichte eine Einsatzgeschwindigkeit zwischen etwa 72 und 80 km/h.
Auf Grund der guten Ergebnisse des Prototyps wurden weitere 14 Lokomotiven gebaut. Diese erhielten die Nummern 9001 bis 9014 und die Klassenbezeichnung UP-2. Die Fertigstellung erfolgte im August und im September 1926. Weitere 15 Lokomotiven folgten im Juni/Juli 1928. Die als UP-3 bezeichneten Lokomotiven erhielten die Nummern 9015 bis 9029. Weitere acht Lokomotiven dieser Baureihe erhielt im Juli/August 1928 die UP-Tochter Oregon–Washington Railroad and Navigation (OWRR&N). Diese erhielten die Nummern 9700 bis 9707. Im September 1929 wurden die Lokomotiven an die UP abgegeben und erhielten dort die Nummern 9055 bis 9062. Von Juni bis September 1929 wurden weitere 25 Lokomotiven im ALCO-Werk Schenectady fertiggestellt. Die als UP-4 eingeordnete Lokomotiven erhielten die Nummern 9030 bis 9054. Im August 1930 wurden zehn Lokomotiven geliefert. Diese als UP-5 bezeichneten Lokomotiven erhielten die Betriebsnummern 9078 bis 9087. Weitere 15 Lokomotiven dieses Typs wurden im Juni 1930 an die Tochtergesellschaft Oregon Short Line Railroad (OSL) geliefert. Sie erhielten die Nummern 9500 bis 9514. Von September 1928 bis September 1929 war die UP 9004 bei der OWRR&N unter der Nr. 9708 im Einsatz.
Die Baureihe hat sich weitgehend bewährt, wenn auch aufgrund des innenliegenden dritten Dampfzylinders der Unterhalt erschwert war. Einsatzgebiet der Lok waren unter anderem die Hauptstrecke der UP in Nebraska. Die Lokomotiven erreichten bei einer Geschwindigkeit von 68 km/h und einer 48%igen Zylinderfüllung eine Kesselleistung von 3665 kW. Sie zogen auf ebener Strecke Züge mit 120 Güterwagen mit einer Geschwindigkeit von 80 km/h. Die verkehrsreichen Jahre während und nach des Zweiten Weltkriegs setzten der Baureihe 9000 stark zu. Der Union Pacific fehlte das Personal für die Überholung der Lokomotiven. Als sich immer mehr Schäden zeigten, wurden die 9000er Zug um Zug abgestellt und schließlich zwischen September 1953 und Mai 1956 ausgemustert und verschrottet.
Die einzig erhaltene Maschine der Baureihe, der Prototyp mit der Bahnnummer 9000, steht nicht betriebsfähig im Eisenbahnmuseum der Railway & Locomotive Historical Society in Pomona, Kalifornien. Die Maschine wurde der Historical Society von der UP nach Außerdienststellung 1956 gestiftet. Sie erreichte eine Laufleistung von 2.704.137 Kilometer.

## Technische Merkmale
Der 17,1 Meter lange Kessel der 391 Tonnen schweren Lok wurde mit einem zulässigen Dampfdruck von 15,2 Bar betrieben, die Dampfmaschine leistete 3542 kW und die Höchstgeschwindigkeit betrug bei einem Treibraddurchmesser von 67 Inch (1,70 m) 97 km/h (60 mph). Durch die große Rostfläche von 10,5 m² ragten die Räder der letzten Kuppelachse teilweise in den Rost. Die Verbrennungskammer war 2 Meter lang. Der Kessel besaß eine Gaines-Wall aus Schamottziegel, eine Feuerbrücke, die von Wasserrohren getragen wurde, einen Kleinrohrüberhitzer sowie einen Speisewasservorwärmer. Die Beschickung des Rostes mit Kohle erfolgte mittels Stoker.
Die Baureihe verfügte über Zweiachsantrieb. Der mittlere Zylinder wirkte auf die gekröpfte zweite Kuppelachse, die beiden äußeren Zylinder hingegen auf die dritte Kuppelachse. Alle drei Zylinder verfügten zwar über den gleichen Innendurchmesser, der mittlere Zylinder aber mit 787,4 mm über einen um ein Inch kleineren Kolbenhub. Ferner war der Mittelzylinder in einer Neigung von 9,5° eingebaut, damit seine Treibstange über die Radsatzwelle des ersten Kuppelradsatzes geführt werden konnte. Der Hub der Außenzylinder betrug 812,8 mm.
Es gibt historische Tonaufnahmen des Loktyps, auf denen ein schwingender Auspuffrhythmus der Dampfmaschine mit Betonung jedes dritten Schlages zu hören ist. Dieser für eine Drillingsmaschine mit exaktem 120-Grad-Versatz der Kurbelzapfen ungewöhnliche Auspuff könnte neben Unterhaltungsmängeln (fehlerhafte Dampfmaschineneinstellung) auch auf den kürzeren Hub des Innenzylinders zusammen mit seinem kürzeren Abdampfweg zum Blasrohr bedingt sein.
Die Instandhaltung des Mittelzylinders war aufgrund seiner unzugänglichen Lage schwierig, dies galt allerdings nicht für seine Steuerung. Alco hatte eine Lizenz zur Nutzung der von Sir Nigel Gresley entworfenen Gresley-Steuerung (Gresley conjugated valve gear) erworben. Dieses System erlaubte die Steuerung des Mittelzylinders über Gelenkhebel von der Steuerung der äußeren Zylinder abzuleiten. Die Loks der Baureihe 9000 waren die größten Maschinen, die dieses System nutzten.
Zwischen 1934 und 1940 baute man acht der fünfzehn erstgelieferten Lokomotiven um, indem man die verschlissene Gresleysteuerung der Mittelzylinder entfernte und gegen eine doppelte Steuerung nach Walschaerts auf der rechten Lokseite austauschte, bei der der Steuerungsantrieb für den Mittelzylinder von der doppelt gekröpften rechten Gegenkurbel abgeleitet wurde. Die Union Pacific bezeichnete diese Steuerungsbauart als „third link“. Sie ähnelte der von Baldwin bei der Baldwin 60000 genutzten Dampfmaschinensteuerung. Bei den ab 1928 gebauten Lokomotiven hingegen wurde die Gresleysteuerung des Mittelzylinders mit Rollenlagern ausgerüstet, bei den älteren, nicht auf den „third link“ umgerüsteten Lok wurden ab 1940 Rollenlager in dieser nachgerüstet.
Während der Entwicklungsphase war zunächst vorgesehen, die Radsätze des dritten und vierten Kuppelradsatzes ohne Spurkränze auszuführen, um die Kurvengängigkeit der Maschinen zu verbessern. Es wurde jedoch nur der vierte Kuppelradsatz ohne Spurkränze ausgeführt. Diese Maßnahme erwies sich jedoch als unnötig, da durch die um zwei Inch seitenverschiebbaren ersten und sechsten Kuppelachsen ausreichende Kurvenläufigkeit gegeben war. Damit waren die Lokomotiven bis zum Erscheinen der sowjetischen AA 20-1 die Maschinen mit dem längsten festen Radstand, in den USA und weltweit. Ungewöhnlich an den Loks war auch, dass die Achsen des Vorlaufdrehgestelles dieselbe Achslast wie die Kuppelachsen hatten.
Der sechsachsige Drehgestell-Tender der Bauart Vanderbilt vom UP-Typ 18-C fasste 19 Tonnen Kohle und 56,5 m³ Wasser.